# Okręgowe rozgrywki w piłce nożnej woj. białostockiego, łomżyńskiego, suwalskiego (1976/1977)
43. Edycja okręgowych rozgrywek w piłce nożnej województwa białostockiego

1. Edycja okręgowych rozgrywek w piłce nożnej województwa łomżyńskiego i suwalskiego

Okręgowe rozgrywki w piłce nożnej województwa białostockiego, łomżyńskiego, suwalskiego prowadzone są przez okręgowe związki piłki nożnej: białostocki, łomżyński i suwalski.
Mistrzostwo okręgu:
- białostockiego zdobyła Gwardia Białystok.
- łomżyńskiego i ostrołęckiego zdobył ŁKS Łomża.
- suwalskiego zdobyły Mamry Giżycko.

Puchar Polski okręgu:
- białostockiego zdobył Włókniarz Białystok
- łomżyńskiego zdobył ŁKS Łomża
- suwalskiego zdobyły Śniardwy Orzysz.

Drużyny z województwa białostockiego, łomżyńskiego i suwalskiego występujące w centralnych i makroregionalnych poziomach rozgrywkowych:
- 1 Liga – brak
- 2 Liga – Jagiellonia Białystok
- 3 Liga (tzw. klasa „M” międzywojewódzka) – Mazur Ełk, Wigry Suwałki, ŁKS Łomża, Sokół Sokółka, Włókniarz Białystok, Śniardwy Orzysz, Mamry Giżycko.

| Rozgrywki       | Poziomy rozgrywkowe w sezonie 1976/77 | Poziomy rozgrywkowe w sezonie 1976/77               | Poziomy rozgrywkowe w sezonie 1976/77               | Poziomy rozgrywkowe w sezonie 1976/77               | Poziomy rozgrywkowe w sezonie 1976/77               | Poziomy rozgrywkowe w sezonie 1976/77               | Poziomy rozgrywkowe w sezonie 1976/77               | Poziomy rozgrywkowe w sezonie 1976/77               | Poziomy rozgrywkowe w sezonie 1976/77               | Poziomy rozgrywkowe w sezonie 1976/77               | Poziomy rozgrywkowe w sezonie 1976/77               | Poziomy rozgrywkowe w sezonie 1976/77               | Poziomy rozgrywkowe w sezonie 1976/77               | Poziomy rozgrywkowe w sezonie 1976/77               | Poziomy rozgrywkowe w sezonie 1976/77               | Poziomy rozgrywkowe w sezonie 1976/77               | Poziomy rozgrywkowe w sezonie 1976/77               | Poziomy rozgrywkowe w sezonie 1976/77               | Poziomy rozgrywkowe w sezonie 1976/77               | Poziomy rozgrywkowe w sezonie 1976/77               | Poziomy rozgrywkowe w sezonie 1976/77               | Poziomy rozgrywkowe w sezonie 1976/77               | Poziomy rozgrywkowe w sezonie 1976/77               | Poziomy rozgrywkowe w sezonie 1976/77               | Poziomy rozgrywkowe w sezonie 1976/77               | Poziomy rozgrywkowe w sezonie 1976/77               | Poziomy rozgrywkowe w sezonie 1976/77               | Poziomy rozgrywkowe w sezonie 1976/77               | Poziomy rozgrywkowe w sezonie 1976/77               | Poziomy rozgrywkowe w sezonie 1976/77               | Poziomy rozgrywkowe w sezonie 1976/77               | Poziomy rozgrywkowe w sezonie 1976/77               | Poziomy rozgrywkowe w sezonie 1976/77               | Poziomy rozgrywkowe w sezonie 1976/77               | Poziomy rozgrywkowe w sezonie 1976/77               | Poziomy rozgrywkowe w sezonie 1976/77               | Poziomy rozgrywkowe w sezonie 1976/77               | Poziomy rozgrywkowe w sezonie 1976/77               | Poziomy rozgrywkowe w sezonie 1976/77               | Poziomy rozgrywkowe w sezonie 1976/77               | Poziomy rozgrywkowe w sezonie 1976/77               | Poziomy rozgrywkowe w sezonie 1976/77               | Poziomy rozgrywkowe w sezonie 1976/77               | Poziomy rozgrywkowe w sezonie 1976/77               | Poziomy rozgrywkowe w sezonie 1976/77               | Poziomy rozgrywkowe w sezonie 1976/77               | Poziomy rozgrywkowe w sezonie 1976/77               | Poziomy rozgrywkowe w sezonie 1976/77               | Poziomy rozgrywkowe w sezonie 1976/77               | Poziomy rozgrywkowe w sezonie 1976/77               | Poziomy rozgrywkowe w sezonie 1976/77               | Poziomy rozgrywkowe w sezonie 1976/77               | Poziomy rozgrywkowe w sezonie 1976/77               | Poziomy rozgrywkowe w sezonie 1976/77               | Poziomy rozgrywkowe w sezonie 1976/77               | Poziomy rozgrywkowe w sezonie 1976/77               | Poziomy rozgrywkowe w sezonie 1976/77               | Poziomy rozgrywkowe w sezonie 1976/77               | Poziomy rozgrywkowe w sezonie 1976/77               | Poziomy rozgrywkowe w sezonie 1976/77               | Poziomy rozgrywkowe w sezonie 1976/77               |
| --------------- | ------------------------------------- | --------------------------------------------------- | --------------------------------------------------- | --------------------------------------------------- | --------------------------------------------------- | --------------------------------------------------- | --------------------------------------------------- | --------------------------------------------------- | --------------------------------------------------- | --------------------------------------------------- | --------------------------------------------------- | --------------------------------------------------- | --------------------------------------------------- | --------------------------------------------------- | --------------------------------------------------- | --------------------------------------------------- | --------------------------------------------------- | --------------------------------------------------- | --------------------------------------------------- | --------------------------------------------------- | --------------------------------------------------- | --------------------------------------------------- | --------------------------------------------------- | --------------------------------------------------- | --------------------------------------------------- | --------------------------------------------------- | --------------------------------------------------- | --------------------------------------------------- | --------------------------------------------------- | --------------------------------------------------- | --------------------------------------------------- | --------------------------------------------------- | --------------------------------------------------- | --------------------------------------------------- | --------------------------------------------------- | --------------------------------------------------- | --------------------------------------------------- | --------------------------------------------------- | --------------------------------------------------- | --------------------------------------------------- | --------------------------------------------------- | --------------------------------------------------- | --------------------------------------------------- | --------------------------------------------------- | --------------------------------------------------- | --------------------------------------------------- | --------------------------------------------------- | --------------------------------------------------- | --------------------------------------------------- | --------------------------------------------------- | --------------------------------------------------- | --------------------------------------------------- | --------------------------------------------------- | --------------------------------------------------- | --------------------------------------------------- | --------------------------------------------------- | --------------------------------------------------- | --------------------------------------------------- | --------------------------------------------------- | --------------------------------------------------- | --------------------------------------------------- |
| Centralne       | I poziom ligowy                       | I Liga                                              | I Liga                                              | I Liga                                              | I Liga                                              | I Liga                                              | I Liga                                              | I Liga                                              | I Liga                                              | I Liga                                              | I Liga                                              | I Liga                                              | I Liga                                              | I Liga                                              | I Liga                                              | I Liga                                              | I Liga                                              | I Liga                                              | I Liga                                              | I Liga                                              | I Liga                                              | I Liga                                              | I Liga                                              | I Liga                                              | I Liga                                              | I Liga                                              | I Liga                                              | I Liga                                              | I Liga                                              | I Liga                                              | I Liga                                              | I Liga                                              | I Liga                                              | I Liga                                              | I Liga                                              | I Liga                                              | I Liga                                              | I Liga                                              | I Liga                                              | I Liga                                              | I Liga                                              | I Liga                                              | I Liga                                              | I Liga                                              | I Liga                                              | I Liga                                              | I Liga                                              | I Liga                                              | I Liga                                              | I Liga                                              | I Liga                                              | I Liga                                              | I Liga                                              | I Liga                                              | I Liga                                              | I Liga                                              | I Liga                                              | I Liga                                              | I Liga                                              | I Liga                                              | I Liga                                              |
| Centralne       | II poziom ligowy                      | II Liga – gr.I                                      | II Liga – gr.I                                      | II Liga – gr.I                                      | II Liga – gr.I                                      | II Liga – gr.I                                      | II Liga – gr.I                                      | II Liga – gr.I                                      | II Liga – gr.I                                      | II Liga – gr.I                                      | II Liga – gr.I                                      | II Liga – gr.I                                      | II Liga – gr.I                                      | II Liga – gr.I                                      | II Liga – gr.I                                      | II Liga – gr.I                                      | II Liga – gr.I                                      | II Liga – gr.I                                      | II Liga – gr.I                                      | II Liga – gr.I                                      | II Liga – gr.I                                      | II Liga – gr.I                                      | II Liga – gr.I                                      | II Liga – gr.I                                      | II Liga – gr.I                                      | II Liga – gr.I                                      | II Liga – gr.I                                      | II Liga – gr.I                                      | II Liga – gr.I                                      | II Liga – gr.I                                      | II Liga – gr.I                                      | II Liga – gr.II                                     | II Liga – gr.II                                     | II Liga – gr.II                                     | II Liga – gr.II                                     | II Liga – gr.II                                     | II Liga – gr.II                                     | II Liga – gr.II                                     | II Liga – gr.II                                     | II Liga – gr.II                                     | II Liga – gr.II                                     | II Liga – gr.II                                     | II Liga – gr.II                                     | II Liga – gr.II                                     | II Liga – gr.II                                     | II Liga – gr.II                                     | II Liga – gr.II                                     | II Liga – gr.II                                     | II Liga – gr.II                                     | II Liga – gr.II                                     | II Liga – gr.II                                     | II Liga – gr.II                                     | II Liga – gr.II                                     | II Liga – gr.II                                     | II Liga – gr.II                                     | II Liga – gr.II                                     | II Liga – gr.II                                     | II Liga – gr.II                                     | II Liga – gr.II                                     | II Liga – gr.II                                     | II Liga – gr.II                                     |
| Makroregionalne | III poziom ligowy                     | III Liga – 8 grup (tzw. klasa „M” międzywojewódzka) | III Liga – 8 grup (tzw. klasa „M” międzywojewódzka) | III Liga – 8 grup (tzw. klasa „M” międzywojewódzka) | III Liga – 8 grup (tzw. klasa „M” międzywojewódzka) | III Liga – 8 grup (tzw. klasa „M” międzywojewódzka) | III Liga – 8 grup (tzw. klasa „M” międzywojewódzka) | III Liga – 8 grup (tzw. klasa „M” międzywojewódzka) | III Liga – 8 grup (tzw. klasa „M” międzywojewódzka) | III Liga – 8 grup (tzw. klasa „M” międzywojewódzka) | III Liga – 8 grup (tzw. klasa „M” międzywojewódzka) | III Liga – 8 grup (tzw. klasa „M” międzywojewódzka) | III Liga – 8 grup (tzw. klasa „M” międzywojewódzka) | III Liga – 8 grup (tzw. klasa „M” międzywojewódzka) | III Liga – 8 grup (tzw. klasa „M” międzywojewódzka) | III Liga – 8 grup (tzw. klasa „M” międzywojewódzka) | III Liga – 8 grup (tzw. klasa „M” międzywojewódzka) | III Liga – 8 grup (tzw. klasa „M” międzywojewódzka) | III Liga – 8 grup (tzw. klasa „M” międzywojewódzka) | III Liga – 8 grup (tzw. klasa „M” międzywojewódzka) | III Liga – 8 grup (tzw. klasa „M” międzywojewódzka) | III Liga – 8 grup (tzw. klasa „M” międzywojewódzka) | III Liga – 8 grup (tzw. klasa „M” międzywojewódzka) | III Liga – 8 grup (tzw. klasa „M” międzywojewódzka) | III Liga – 8 grup (tzw. klasa „M” międzywojewódzka) | III Liga – 8 grup (tzw. klasa „M” międzywojewódzka) | III Liga – 8 grup (tzw. klasa „M” międzywojewódzka) | III Liga – 8 grup (tzw. klasa „M” międzywojewódzka) | III Liga – 8 grup (tzw. klasa „M” międzywojewódzka) | III Liga – 8 grup (tzw. klasa „M” międzywojewódzka) | III Liga – 8 grup (tzw. klasa „M” międzywojewódzka) | III Liga – 8 grup (tzw. klasa „M” międzywojewódzka) | III Liga – 8 grup (tzw. klasa „M” międzywojewódzka) | III Liga – 8 grup (tzw. klasa „M” międzywojewódzka) | III Liga – 8 grup (tzw. klasa „M” międzywojewódzka) | III Liga – 8 grup (tzw. klasa „M” międzywojewódzka) | III Liga – 8 grup (tzw. klasa „M” międzywojewódzka) | III Liga – 8 grup (tzw. klasa „M” międzywojewódzka) | III Liga – 8 grup (tzw. klasa „M” międzywojewódzka) | III Liga – 8 grup (tzw. klasa „M” międzywojewódzka) | III Liga – 8 grup (tzw. klasa „M” międzywojewódzka) | III Liga – 8 grup (tzw. klasa „M” międzywojewódzka) | III Liga – 8 grup (tzw. klasa „M” międzywojewódzka) | III Liga – 8 grup (tzw. klasa „M” międzywojewódzka) | III Liga – 8 grup (tzw. klasa „M” międzywojewódzka) | III Liga – 8 grup (tzw. klasa „M” międzywojewódzka) | III Liga – 8 grup (tzw. klasa „M” międzywojewódzka) | III Liga – 8 grup (tzw. klasa „M” międzywojewódzka) | III Liga – 8 grup (tzw. klasa „M” międzywojewódzka) | III Liga – 8 grup (tzw. klasa „M” międzywojewódzka) | III Liga – 8 grup (tzw. klasa „M” międzywojewódzka) | III Liga – 8 grup (tzw. klasa „M” międzywojewódzka) | III Liga – 8 grup (tzw. klasa „M” międzywojewódzka) | III Liga – 8 grup (tzw. klasa „M” międzywojewódzka) | III Liga – 8 grup (tzw. klasa „M” międzywojewódzka) | III Liga – 8 grup (tzw. klasa „M” międzywojewódzka) | III Liga – 8 grup (tzw. klasa „M” międzywojewódzka) | III Liga – 8 grup (tzw. klasa „M” międzywojewódzka) | III Liga – 8 grup (tzw. klasa „M” międzywojewódzka) | III Liga – 8 grup (tzw. klasa „M” międzywojewódzka) | III Liga – 8 grup (tzw. klasa „M” międzywojewódzka) |
|                 |                                       | OZPN Białystok                                      | OZPN Białystok                                      | OZPN Białystok                                      | OZPN Białystok                                      | OZPN Białystok                                      | OZPN Białystok                                      | OZPN Białystok                                      | OZPN Białystok                                      | OZPN Białystok                                      | OZPN Białystok                                      | OZPN Białystok                                      | OZPN Białystok                                      | OZPN Białystok                                      | OZPN Białystok                                      | OZPN Białystok                                      | OZPN Białystok                                      | OZPN Białystok                                      | OZPN Białystok                                      | OZPN Białystok                                      | OZPN Białystok                                      | OZPN Łomża                                          | OZPN Łomża                                          | OZPN Łomża                                          | OZPN Łomża                                          | OZPN Łomża                                          | OZPN Łomża                                          | OZPN Łomża                                          | OZPN Łomża                                          | OZPN Łomża                                          | OZPN Łomża                                          | OZPN Łomża                                          | OZPN Łomża                                          | OZPN Łomża                                          | OZPN Łomża                                          | OZPN Łomża                                          | OZPN Łomża                                          | OZPN Łomża                                          | OZPN Łomża                                          | OZPN Łomża                                          | OZPN Łomża                                          | OZPN Suwałki                                        | OZPN Suwałki                                        | OZPN Suwałki                                        | OZPN Suwałki                                        | OZPN Suwałki                                        | OZPN Suwałki                                        | OZPN Suwałki                                        | OZPN Suwałki                                        | OZPN Suwałki                                        | OZPN Suwałki                                        | OZPN Suwałki                                        | OZPN Suwałki                                        | OZPN Suwałki                                        | OZPN Suwałki                                        | OZPN Suwałki                                        | OZPN Suwałki                                        | OZPN Suwałki                                        | OZPN Suwałki                                        | OZPN Suwałki                                        | OZPN Suwałki                                        |
| Okręgowe        | IV poziom ligowy                      | Klasa A (białostocka)                               | Klasa A (białostocka)                               | Klasa A (białostocka)                               | Klasa A (białostocka)                               | Klasa A (białostocka)                               | Klasa A (białostocka)                               | Klasa A (białostocka)                               | Klasa A (białostocka)                               | Klasa A (białostocka)                               | Klasa A (białostocka)                               | Klasa A (białostocka)                               | Klasa A (białostocka)                               | Klasa A (białostocka)                               | Klasa A (białostocka)                               | Klasa A (białostocka)                               | Klasa A (białostocka)                               | Klasa A (białostocka)                               | Klasa A (białostocka)                               | Klasa A (białostocka)                               | Klasa A (białostocka)                               | Klasa A (łomża+ostroł.)                             | Klasa A (łomża+ostroł.)                             | Klasa A (łomża+ostroł.)                             | Klasa A (łomża+ostroł.)                             | Klasa A (łomża+ostroł.)                             | Klasa A (łomża+ostroł.)                             | Klasa A (łomża+ostroł.)                             | Klasa A (łomża+ostroł.)                             | Klasa A (łomża+ostroł.)                             | Klasa A (łomża+ostroł.)                             | Klasa A (łomża+ostroł.)                             | Klasa A (łomża+ostroł.)                             | Klasa A (łomża+ostroł.)                             | Klasa A (łomża+ostroł.)                             | Klasa A (łomża+ostroł.)                             | Klasa A (łomża+ostroł.)                             | Klasa A (łomża+ostroł.)                             | Klasa A (łomża+ostroł.)                             | Klasa A (łomża+ostroł.)                             | Klasa A (łomża+ostroł.)                             | Klasa A (suwalska)                                  | Klasa A (suwalska)                                  | Klasa A (suwalska)                                  | Klasa A (suwalska)                                  | Klasa A (suwalska)                                  | Klasa A (suwalska)                                  | Klasa A (suwalska)                                  | Klasa A (suwalska)                                  | Klasa A (suwalska)                                  | Klasa A (suwalska)                                  | Klasa A (suwalska)                                  | Klasa A (suwalska)                                  | Klasa A (suwalska)                                  | Klasa A (suwalska)                                  | Klasa A (suwalska)                                  | Klasa A (suwalska)                                  | Klasa A (suwalska)                                  | Klasa A (suwalska)                                  | Klasa A (suwalska)                                  | Klasa A (suwalska)                                  |
| Okręgowe        | V poziom ligowy                       | Klasa B (białostocka)                               | Klasa B (białostocka)                               | Klasa B (białostocka)                               | Klasa B (białostocka)                               | Klasa B (białostocka)                               | Klasa B (białostocka)                               | Klasa B (białostocka)                               | Klasa B (białostocka)                               | Klasa B (białostocka)                               | Klasa B (białostocka)                               | Klasa B (białostocka)                               | Klasa B (białostocka)                               | Klasa B (białostocka)                               | Klasa B (białostocka)                               | Klasa B (białostocka)                               | Klasa B (białostocka)                               | Klasa B (białostocka)                               | Klasa B (białostocka)                               | Klasa B (białostocka)                               | Klasa B (białostocka)                               | Klasa B (łomżyńska)                                 | Klasa B (łomżyńska)                                 | Klasa B (łomżyńska)                                 | Klasa B (łomżyńska)                                 | Klasa B (łomżyńska)                                 | Klasa B (łomżyńska)                                 | Klasa B (łomżyńska)                                 | Klasa B (łomżyńska)                                 | Klasa B (łomżyńska)                                 | Klasa B (łomżyńska)                                 | Klasa B (łomżyńska)                                 | Klasa B (łomżyńska)                                 | Klasa B (łomżyńska)                                 | Klasa B (łomżyńska)                                 | Klasa B (łomżyńska)                                 | Klasa B (łomżyńska)                                 | Klasa B (łomżyńska)                                 | Klasa B (łomżyńska)                                 | Klasa B (łomżyńska)                                 | Klasa B (łomżyńska)                                 | Klasa B (suwalska)                                  | Klasa B (suwalska)                                  | Klasa B (suwalska)                                  | Klasa B (suwalska)                                  | Klasa B (suwalska)                                  | Klasa B (suwalska)                                  | Klasa B (suwalska)                                  | Klasa B (suwalska)                                  | Klasa B (suwalska)                                  | Klasa B (suwalska)                                  | Klasa B (suwalska)                                  | Klasa B (suwalska)                                  | Klasa B (suwalska)                                  | Klasa B (suwalska)                                  | Klasa B (suwalska)                                  | Klasa B (suwalska)                                  | Klasa B (suwalska)                                  | Klasa B (suwalska)                                  | Klasa B (suwalska)                                  | Klasa B (suwalska)                                  |
| Okręgowe        | VI poziom ligowy                      | Klasa C – gr.I                                      | Klasa C – gr.I                                      | Klasa C – gr.I                                      | Klasa C – gr.I                                      | Klasa C – gr.I                                      | Klasa C – gr.I                                      | Klasa C – gr.I                                      | Klasa C – gr.I                                      | Klasa C – gr.I                                      | Klasa C – gr.I                                      | Klasa C – gr.I                                      | Klasa C – gr.I                                      | Klasa C – gr.I                                      | Klasa C – gr.I                                      | Klasa C – gr.I                                      | Klasa C – gr.I                                      | Klasa C – gr.I                                      | Klasa C – gr.I                                      | Klasa C – gr.I                                      | Klasa C – gr.I                                      |                                                     |                                                     |                                                     |                                                     |                                                     |                                                     |                                                     |                                                     |                                                     |                                                     |                                                     |                                                     |                                                     |                                                     |                                                     |                                                     |                                                     |                                                     |                                                     |                                                     |                                                     |                                                     |                                                     |                                                     |                                                     |                                                     |                                                     |                                                     |                                                     |                                                     |                                                     |                                                     |                                                     |                                                     |                                                     |                                                     |                                                     |                                                     |                                                     |                                                     |
| Okręgowe        | VI poziom ligowy                      | Klasa C – gr.II                                     |                                                     |                                                     |                                                     |                                                     |                                                     |                                                     |                                                     |                                                     |                                                     |                                                     |                                                     |                                                     |                                                     |                                                     |                                                     |                                                     |                                                     |                                                     |                                                     |                                                     |                                                     |                                                     |                                                     |                                                     |                                                     |                                                     |                                                     |                                                     |                                                     |                                                     |                                                     |                                                     |                                                     |                                                     |                                                     |                                                     |                                                     |                                                     |                                                     |                                                     |                                                     |                                                     |                                                     |                                                     |                                                     |                                                     |                                                     |                                                     |                                                     |                                                     |                                                     |                                                     |                                                     |                                                     |                                                     |                                                     |                                                     |                                                     |                                                     |
| Okręgowe        | VI poziom ligowy                      | Klasa C – gr.III                                    |                                                     |                                                     |                                                     |                                                     |                                                     |                                                     |                                                     |                                                     |                                                     |                                                     |                                                     |                                                     |                                                     |                                                     |                                                     |                                                     |                                                     |                                                     |                                                     |                                                     |                                                     |                                                     |                                                     |                                                     |                                                     |                                                     |                                                     |                                                     |                                                     |                                                     |                                                     |                                                     |                                                     |                                                     |                                                     |                                                     |                                                     |                                                     |                                                     |                                                     |                                                     |                                                     |                                                     |                                                     |                                                     |                                                     |                                                     |                                                     |                                                     |                                                     |                                                     |                                                     |                                                     |                                                     |                                                     |                                                     |                                                     |                                                     |                                                     |

## Klasa A – IV poziom rozgrywkowy
Grupa białostocka
| Poz. | Drużyna                       | M  | Z  | R | P  | Bramki | Punkty |                 |
| ---- | ----------------------------- | -- | -- | - | -- | ------ | ------ | --------------- |
| 1    | Gwardia Białystok             | 22 | 18 | 0 | 4  | 69-20  | 36     | baraż-przegrany |
| 2    | Sokół Sokółka                 | 22 | 12 | 6 | 4  | 48-20  | 30     |                 |
| 3    | Puszcza Hajnówka              | 22 | 12 | 5 | 5  | 57-30  | 29     |                 |
| 4    | Pogoń Łapy                    | 22 | 10 | 8 | 4  | 47-25  | 28     |                 |
| 5    | Włókniarz II Białystok (b)    | 22 | 10 | 5 | 7  | 38-30  | 25     |                 |
| 6    | Ognisko-Starosielce Białystok | 22 | 9  | 5 | 8  | 42-26  | 23     |                 |
| 7    | Jagiellonia II Białystok      | 22 | 9  | 3 | 10 | 35-35  | 21     |                 |
| 8    | Skra Czarna Białostocka (b)   | 22 | 6  | 7 | 9  | 32-52  | 19     |                 |
| 9    | Husar Nurzec                  | 22 | 6  | 5 | 11 | 25-33  | 17     |                 |
| 10   | Łoś Wasilków (b)              | 22 | 6  | 4 | 12 | 29-48  | 16     |                 |
| 11   | Lampart Nowe Aleksandrowo (b) | 22 | 3  | 7 | 12 | 21-59  | 13     |                 |
| 12   | Tur Bielsk Podlaski           | 22 | 1  | 5 | 16 | 21-86  | 5      |                 |

- Zmiana nazwy Społem na Tur Bielsk Podlaski.

Grupa łomżyńsko-ostrołęcka
| Poz. | Drużyna                      | M  | Z  | R | P  | Bramki | Punkty | Ł/O |             |
| ---- | ---------------------------- | -- | -- | - | -- | ------ | ------ | --- | ----------- |
| 1    | ŁKS Łomża (b)                | 22 | 18 | 3 | 1  | 69-9   | 39     | Ł   | baraż-awans |
| 2    | Orzeł Kolno (b)              | 22 | 14 | 5 | 3  | 50-28  | 33     | Ł   |             |
| 3    | ZWAR Przasnysz               | 21 | –  | – | –  | 63-16  | 32     | O   |             |
| 4    | ZWAC Małkinia                | 22 | –  | – | –  | 44-31  | 24     | O   |             |
| 5    | Bug Wyszków                  | 22 | –  | – | –  | 29-35  | 24     | O   |             |
| 6    | Sparta Szepietowo (b)        | 22 | 9  | 3 | 10 | 58-61  | 21     | Ł   |             |
| 7    | Narew II Ostrołęka           | 20 | –  | – | –  | 34-40  | 19     | O   |             |
| 8    | Makowianka Maków Mazowiecki  | 21 | –  | – | –  | 33-41  | 18     | O   |             |
| 9    | Olimpia Zambrów (b)          | 20 | 8  | 1 | 11 | 36-41  | 17     | Ł   |             |
| 10   | Ruch Wysokie Mazowieckie (b) | 22 | 6  | 3 | 13 | 38-61  | 15     | Ł   |             |
| 11   | Wissa Szczuczyn (b)          | 22 | 3  | 5 | 14 | 22-64  | 11     | Ł   |             |
| 12   | Orzyc Chorzele               | 22 | –  | – | –  | 18-77  | 5      | O   |             |

- Oficjalna nazwa klubu z Łomży MŁKS Start Łomża (Międzyzakładowy ŁKS).
- Zmiana nazwy LZS na Sparta Szepietowo.
- Tabela niekompletna brak wyników 3 meczów.

Grupa suwalska
| Poz. | Drużyna              | M  | Z  | R | P  | Bramki | Punkty |                 |
| ---- | -------------------- | -- | -- | - | -- | ------ | ------ | --------------- |
| 1    | Mamry Giżycko        | 18 | 14 | 2 | 2  | 57-11  | 30     | baraż-przegrany |
| 2    | Jurand Bemowo Piskie | 18 | 13 | 3 | 2  | 37-11  | 29     |                 |
| 3    | Czarni Olecko (b)    | 18 | 10 | 3 | 5  | 44-20  | 23     |                 |
| 4    | LKS Baranowo         | 18 | 9  | 3 | 6  | 32-28  | 21     |                 |
| 5    | Mazur Pisz           | 18 | 9  | 2 | 7  | 36-28  | 20     |                 |
| 6    | Rominta Gołdap       | 18 | 6  | 6 | 6  | 22-24  | 18     |                 |
| 7    | Mazur II Ełk (b)     | 18 | 6  | 3 | 9  | 26-42  | 15     |                 |
| 8    | Wigry II Suwałki (b) | 18 | 4  | 5 | 9  | 29-27  | 13     |                 |
| 9    | Pomorzan Prostki (b) | 18 | 2  | 3 | 13 | 20-46  | 7      |                 |
| 10   | Węgoria Węgorzewo    | 18 | 1  | 2 | 15 | 8-74   | 4      |                 |

Eliminacje do III ligi
- ŁKS Łomża: Gwardia Białystok 2:0
- Gwardia Białystok: ŁKS Łomża 3:2, awans ŁKS-u.
- Mamry Giżycko: Hortex Płońsk 1:3
- Hortex Płońsk: Mamry Giżycko 1:0 awans Hortex.

## Klasa B – V poziom rozgrywkowy
Grupa białostocka
| Poz. | Drużyna                  | M  | Z | R | P | Bramki | Punkty |
| ---- | ------------------------ | -- | - | - | - | ------ | ------ |
| 1    | Cresovia Siemiatycze (b) | 22 | – | – | – | 70-28  | 36     |
| 2    | LZS Turośń Kościelna (b) | 22 | – | – | – | 77-34  | 35     |
| 3    | Błękitni Suchowola (b)   | 22 | – | – | – | 63-29  | 32     |
| 4    | Kora Korycin (b)         | 22 | – | – | – | 53-40  | 23     |
| 5    | Start Białystok (b)      | 22 | – | – | – | 56-50  | 23     |
| 6    | Gwardia II Białystok (s) | 22 | – | – | – | 43-47  | 22     |
| 7    | Kolejarz Czeremcha (b)   | 22 | – | – | – | 57-9   | 21     |
| 8    | Relax Uhowo (b)          | 22 | – | – | – | 42-54  | 20     |
| 9    | Iskra Narew (b)          | 22 | – | – | – | 43-56  | 17     |
| 10   | LZS Szudziałowo (b)      | 22 | – | – | – | 47-56  | 16     |
| 11   | LZS Krynki (s)           | 22 | – | – | – | 34-75  | 11     |
| 12   | Żubr Białowieża (s)      | 22 | – | – | – | b.d.   | b.d.   |

- Zmiana nazwy LZS na Relax Uhowo.
- Żubr Białowieża wycofał się z rozgrywek, przyznawano walkowery.

Grupa łomżyńska
| Poz. | Drużyna                         | M  | Z | R | P | Bramki | Punkty |
| ---- | ------------------------------- | -- | - | - | - | ------ | ------ |
| 1    | Smolniki Jedwabne               | 16 | – | – | – | 59-36  | 24     |
| 2    | Mechanik Czyżew (b)             | 16 | – | – | – | 43-28  | 22     |
| 3    | Biebrza Goniądz (b)             | 16 | – | – | – | 42-31  | 20     |
| 4    | ŁKS II Łomża (b)                | 16 | – | – | – | 51-25  | 19     |
| 5    | Unia Ciechanowiec               | 16 | – | – | – | 33-34  | 15     |
| 6    | Sokół Sokoły (b)                | 16 | – | – | – | 39-39  | 14     |
| 7    | Ruch II Wysokie Mazowieckie (b) | 16 | – | – | – | 23-39  | 11     |
| 7    | Sparta II Szepietowo (b)        | 16 | – | – | – | 28-60  | 11     |
| 7    | Warmia II Grajewo (b)           | 16 | – | – | – | 22-51  | 8      |

- Zmiana nazwy LZS na Sokół Sokoły.
- W związku z awansem ŁKS do III ligi, decyzją władz OZPN Łomża dołączono drużynę rezerw do klasy A.
- Po sezonie z rozgrywek wycofały się drużyny rezerw Ruchu, Sparty oraz Warmii.

Grupa suwalska
| Poz. | Drużyna              | M  | Z | R | P | Bramki | Punkty |
| ---- | -------------------- | -- | - | - | - | ------ | ------ |
| 1    | Śniardwy II Orzysz   | 15 | – | – | – | 80-3   | 30     |
| 2    | Nida Ruciane-Nida    | 15 | – | – | – | 55-17  | 25     |
| 3    | Orzeł Orla Jucha (b) | 15 | – | – | – | 50-18  | 22     |
| 4    | Sparta Augustów (b)  | 15 | – | – | – | 49-33  | 18     |
| 5    | LZS Woźnice          | 15 | – | – | – | 30-31  | 13     |
| 6    | Polonia Raczki (b)   | 15 | – | – | – | 34-48  | 13     |
| 7    | LZS Ryn              | 15 | – | – | – | 36-44  | 12     |
| 8    | LZS Sterławki Małe   | 15 | – | – | – | 24-53  | 9      |
| 9    | Pomorzanka Sejny     | 15 | – | – | – | 21-54  | 8      |
| 10   | WPGR II Baranowo     | 15 | – | – | – | 19-97  | 0      |

- Tabela szczątkowa, po 15 kolejkach.
- Zmiana nazwy AKS na Sparta Augustów.
- w związku ze spadkiem Śniardw do klasy A drużyna rezerw pozostała w B klasie.
- Po sezonie z rozgrywek wycofał się WPGR II Baranowo.

## Klasa C – VI poziom rozgrywkowy
Białostocka grupa I
| Poz. | Drużyna                   | M  | Z | R | P | Bramki | Punkty |
| ---- | ------------------------- | -- | - | - | - | ------ | ------ |
| 1    | Husar II Nurzec           | 16 | – | – | – | b.d.   | b.d.   |
| 2    | LZS Stary Kornin (b)      | 16 | – | – | – | b.d.   | b.d.   |
| ?    | LZS Brańsk                | 16 | – | – | – | b.d.   | b.d.   |
| ?    | Dąb Nowosady              | 16 | – | – | – | b.d.   | b.d.   |
| ?    | Jagiellonia III Białystok | 16 | – | – | – | b.d.   | b.d.   |
| ?    | LZS Piliki                | 16 | – | – | – | b.d.   | b.d.   |
| ?    | Orzeł Kleszczele          | 16 | – | – | – | b.d.   | b.d.   |
| ?    | LZS Las Narewka           | 16 | – | – | – | b.d.   | b.d.   |
| ?    | Żubr Drohiczyn            | 16 | – | – | – | b.d.   | b.d.   |

- Zmiana nazwy Kolejarz na LZS Narewka.
- Brak wyników, pewność co do pozycji 1-2, pozostałe kolejność przypadkowa.
- Po sezonie z rozgrywek wycofała się III drużyna Jagiellonii.

Białostocka grupa II
| Poz. | Drużyna             | M  | Z | R | P | Bramki | Punkty |
| ---- | ------------------- | -- | - | - | - | ------ | ------ |
| 1    | Telza Białystok (b) | 10 | – | – | – | b.d.   | 12     |
| 2    | Promień Mońki       | 10 | – | – | – | b.d.   | 9      |
| 3    | LZS Poświętne       | 10 | – | – | – | b.d.   | 8      |
| 4    | Hetman Tykocin (b)  | 10 | – | – | – | b.d.   | 7      |
| 5    | Pogoń II Łapy       | 10 | – | – | – | b.d.   | 4      |
| 6    | Znicz Suraż         | 10 | – | – | – | b.d.   | b.d.   |

- Znicz Suraż wycofał się z rozgrywek, przyznawano walkowery.
- Drużyna Promienia nie wystąpi w przyszłorocznych rozgrywkach klasy C, gdyż w grupie III rezerw Promienia awansowały do klasy B. W następnym sezonie Promień Mońki wystawi jedną drużynę w klasie B.
- Po sezonie z rozgrywek wycofały się rezerwy Pogoni Łapy.

Białostocka grupa III
| Poz. | Drużyna                 | M | Z | R | P | Bramki | Punkty |
| ---- | ----------------------- | - | - | - | - | ------ | ------ |
| 1    | Promień II Mońki (b)    | 8 | – | – | – | b.d.   | 14     |
| 2    | Narew Żółtki            | 8 | – | – | – | b.d.   | 10     |
| 3    | LZS Kuźnica Białostocka | 8 | – | – | – | b.d.   | 8      |
| 4    | Podlasiak Knyszyn       | 8 | – | – | – | b.d.   | 5      |
| 5    | Czarni Gródek           | 8 | – | – | – | b.d.   | 3      |
| 6    | Orzeł Janowszczyzna     | – | – | – | – | –      | –      |

- Zmiana nazwy LZS na Orzeł Janowszczyzna.
- LZS Saczkowce przeniósł się do Kuźnicy.
- Orzeł Janowszczyzna wycofał się z rozgrywek, wyniki anulowano.
- Promień Mońki wystawił dwie drużyny w różnych grupach klasy C, chociaż awansowała drużyna rezerw to w przyszłorocznych rozgrywkach wystąpi I drużyna.
- Po sezonie z rozgrywek wycofały się drużyny Podlasiak Knyszyn oraz Orła Janowszczyzna.

## Puchar Polski – rozgrywki okręgowe
- BOZPN – Włókniarz Białystok: Husar Nurzec 1:0 (dogr.)
- ŁOZPN – ŁKS Łomża: Mechanik Czyżew 5:0
- SOZPN – Śniardwy Orzysz: Mazur Pisz 2:2 (6:5)karne